# Big Tex

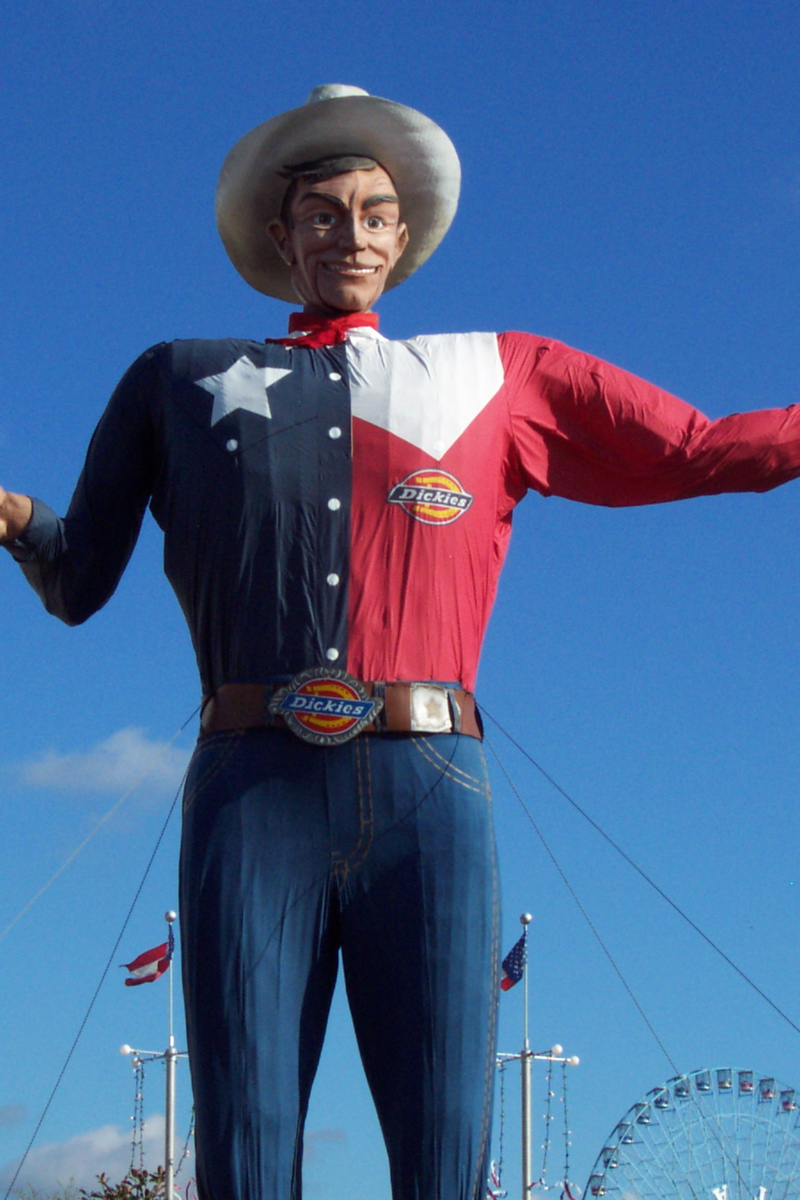
Big Tex nel 2004

Big Tex era una statua alta 16 m che costituiva l'icona e la mascotte dell'annuale State Fair of Texas di Dallas, negli Stati Uniti.

## Storia
Il pupazzo indossava stivali, un cappello e una camicia le cui taglie misuravano rispettivamente 70,  75 e 180, nonché un paio di jeans XXXXXL.
Big Tex è stato presente ad ogni edizione della festa dal 1952 al 2012 quando, il 19 ottobre di quell'anno, è andato completamente distrutto durante un incendio. Venne ricostruito durante l'anno seguente.